# Jogos Mundiais Militares de 2015
Os Jogos Mundiais Militares de 2015, oficialmente denominados VI Jogos Mundiais Militares do CISM, foram um evento multiesportivo militar realizado entre 2 e 11 de outubro, em Mungyeong, Coreia do Sul.
O referido evento é um dos maiores já sediados pela Coreia do Sul, com aproximadamente 8.700 atletas de 110 países, disputando medalhas em 24 diferentes modalidades esportivas. Os jogos foram organizados pelo Ministério da Defesa Nacional da República da Coreia, em acordo com os regulamentos do CISM e as regras das federações esportivas internacionais.

## Cerimônias
A cerimônia de abertura aconteceu no dia 2 de outubro e teve início às 16:30 horas, horário local (UTC+9).
O encerramento ocorreu no dia 11 de outubro, no Complexo Multiesportivo KAFAC, a partir das 17:30.

## Esportes
| - Atletismo - Basquetebol - Boxe - Esgrima - Futebol | - Golfe - Handebol - Judô - Lutas - Natação - Orientação | - Paraquedismo - Pentatlo aeronáutico - Pentatlo militar - Pentatlo moderno - Pentatlo naval - Taekwondo | - Tiro - Tiro com arco - Triatlo - Vela - Voleibol |

## Calendário
| Set/Out              | 30 | 01 | 02 | 03 | 04 | 05 | 06 | 07 | 08 | 09 | 10 | 11 |
| -------------------- | -- | -- | -- | -- | -- | -- | -- | -- | -- | -- | -- | -- |
| Cerimônias           |    |    | ●  |    |    |    |    |    |    |    |    | ●  |
| Atletismo            |    |    |    |    | ●  | ●  | ●  | ●  | ●  |    |    | ●  |
| Basquetebol          |    |    |    |    |    |    |    |    |    |    | ●  |    |
| Boxe                 |    |    |    |    |    |    |    |    |    |    | ●  |    |
| Esgrima              |    |    |    |    | ●  | ●  | ●  | ●  | ●  | ●  |    |    |
| Futebol              |    |    |    |    |    |    |    |    |    |    | ●  |    |
| Golfe                |    |    |    |    |    |    |    |    |    | ●  |    |    |
| Handebol             |    |    |    |    |    |    |    |    |    |    | ●  |    |
| Judô                 |    |    |    |    |    |    |    |    |    |    |    |    |
| Lutas                |    |    |    |    |    |    | ●  | ●  |    | ●  | ●  |    |
| Natação              |    |    |    |    |    |    |    | ●  | ●  | ●  | ●  |    |
| Orientação           |    |    |    |    |    |    |    | ●  | ●  |    | ●  |    |
| Paraquedismo         |    |    |    |    |    |    | ●  | ●  | ●  |    |    |    |
| Pentatlo aeronáutico |    |    |    |    | ●  |    |    |    |    | ●  |    |    |
| Pentatlo militar     |    |    |    |    |    |    |    | ●  |    | ●  |    |    |
| Pentatlo moderno     |    |    |    |    |    |    |    |    | ●  | ●  | ●  |    |
| Pentatlo naval       |    |    |    |    |    |    |    |    |    | ●  |    |    |
| Taekwondo            |    |    |    |    |    |    |    |    | ●  | ●  | ●  |    |
| Triatlo              |    |    |    |    |    |    |    |    |    |    | ●  |    |
| Tiro                 |    |    |    |    |    | ●  | ●  | ●  | ●  | ●  | ●  |    |
| Tiro com Arco        |    |    |    |    |    |    |    | ●  | ●  | ●  |    |    |
| Vela                 |    |    |    |    |    |    |    | ●  |    |    |    |    |
| Voleibol             |    |    |    |    |    |    |    |    |    |    | ●  |    |

## Quadro de medalhas
País sede destacado.
| Ordem | País          | Medalha de ouro | Medalha de prata | Medalha de bronze | Total |
| ----- | ------------- | --------------- | ---------------- | ----------------- | ----- |
| 1     | Rússia        | 59              | 43               | 33                | 135   |
| 2     | Brasil        | 34              | 26               | 34                | 84    |
| 3     | China         | 32              | 31               | 35                | 98    |
| 4     | Coreia do Sul | 19              | 15               | 25                | 59    |
| 5     | Polónia       | 10              | 13               | 19                | 42    |
| 6     | França        | 9               | 9                | 11                | 29    |
| 7     | Alemanha      | 8               | 10               | 15                | 33    |
| 8     | Bahrein       | 7               | 2                | 4                 | 13    |
| 9     | Itália        | 5               | 11               | 12                | 28    |
| 10    | Ucrânia       | 5               | 9                | 12                | 26    |

## Maiores medalhistas
Um total de 163 atletas conquistaram ao menos duas medalhas, sendo que os atletas da natação destacaram-se entre os multimedalhistas. A atleta brasileira Etiene Medeiros conquistou o primeiro lugar individual entre os atletas com mais conquistas, ao subir ao pódio 6 vezes, sendo 4 em primeiro lugar e 2 em segundo. 
| Atleta                    | Medalhas | Modalidade | País   |
| Etiene Medeiros           |          | Natação    | Brasil |
| Tatiana Ryabkina          |          | Orientação | Rússia |
| Henrique de Souza Martins |          | Natação    | Brasil |
| Svetlana Chimrova         |          | Natação    | Rússia |
| Yuhan Zhang               |          | Natação    | China  |